# Tegopeltidae
I tegopeltidi (Tegopeltidae) sono una piccola famiglia di artropodi estinti, imparentati con i trilobiti e vissuti esclusivamente nel Cambriano (520 - 500 milioni di anni fa). I loro resti sono stati ritrovati in Nordamerica e in Asia.

## Descrizione
Di grandi dimensioni (la lunghezza complessiva poteva superare i 20 centimetri), questi animali possedevano un corpo appiattito e allungato, ricoperto da uno scudo dorsale sottile e poco resistente; al di sotto dello scudo, il corpo era suddiviso in segmenti e portava una serie di zampe corte e adatte a camminare sul fondale marino. La testa era dotata di due occhi peduncolati, due antenne sottili e di una struttura (labrum) simile a quella presente in altri artropodi primitivi (come gli elmetiidi). 

## Classificazione
L'iniziale descrizione di un esemplare di Tegopelte gigas nel ben noto giacimento di Burgess Shales portò a una classificazione errata di questo animale: si pensò infatti che Tegopelte fosse un trilobite aberrante, piuttosto simile all'altrettanto bizzarra Naraoia e dal corpo diviso in soli quattro segmenti. Solo più tardi, una ridescrizione dell'esemplare e la scoperta di una forma analoga proveniente dal giacimento cinese di Maotianshan (Saperion glumaceum) portarono alla chiarificazione della natura dei tegopeltidi: i presunti "segmenti" altro non erano che fratture dovute alla compressione dei sedimenti, e di conseguenza questi animali non potevano essere ascritti ai trilobiti. In ogni caso, le strutture nella parte inferiore del corpo testimoniano una parentela piuttosto stretta con gli stessi trilobiti ma soprattutto con altri artropodi del Cambriano, gli elmetiidi: in particolare, Saperion e l'elmetiide Skioldia sono molto simili a causa del fatto che entrambi possiedono un carapace solo parzialmente segmentato e dal margine liscio. Queste caratteristiche fanno supporre che tegopeltidi ed elmetiidi fossero strettamente imparentati.